# BRLESC

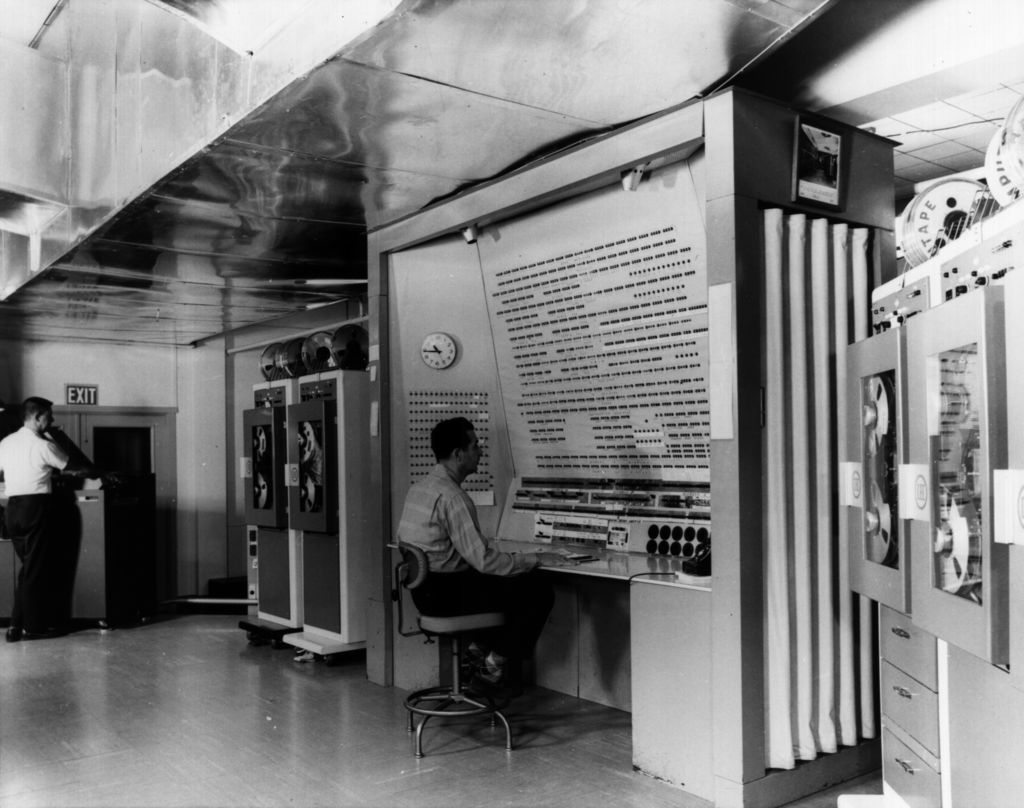
Painel do BRLESC.

O BRLESC I (Ballistic Research Laboratories Electronic Scientific Computer) foi um computador eletrônico desenvolvido pelo Exército dos Estados Unidos.
Foi desenvolvido para substituir o EDVAC, sucessor do ENIAC. Começou a operar em 1962.